# Les Sorinières
Les Sorinières település Franciaországban, Loire-Atlantique megyében. Lakosainak száma 9163 fő (2022. január 1.). Les Sorinières Le Bignon, Pont-Saint-Martin, Rezé és Vertou községekkel határos.

## Népesség
A település népességének változása:
| Lakosok száma | 2194 | 4299 | 5174 | 7251 | 7754 | 8063 | 8541 | 8765 | 8900 | 9163 |
|               | 1968 | 1982 | 1990 | 2006 | 2013 | 2015 | 2017 | 2019 | 2020 | 2022 |